# Open 13 2009 - Qualificazioni singolare
Le qualificazioni del singolare  dell'Open 13 2009 sono state un torneo di tennis preliminare per accedere alla fase finale della manifestazione. I vincitori dell'ultimo turno sono entrati di diritto nel tabellone principale. In caso di ritiro di uno o più giocatori aventi diritto a questi sono subentrati i lucky loser, ossia i giocatori che hanno perso nell'ultimo turno ma che avevano una classifica più alta rispetto agli altri partecipanti che avevano comunque perso nel turno finale.
Le qualificazioni dell'Open 13 2009 prevedevano 32 partecipanti di cui 4 sono entrati nel tabellone principale.

## Teste di serie
1. Denis Istomin (secondo turno)
2. Adrian Mannarino (primo turno)
3. Santiago Giraldo (primo turno)
4. Rik De Voest (ultimo turno)

1. Jesse Huta Galung (secondo turno)
2. Laurent Recouderc (Qualificato)
3. Alejandro Falla (primo turno)
4. Thierry Ascione (secondo turno)

## Qualificati
1. Richard Bloomfield
2. Laurent Recouderc

1. Jerzy Janowicz
2. Illja Marčenko

## Tabellone

### Legenda
| - Q = Qualificato - WC = Wild card - LL = Lucky loser | - ALT = Alternate - SE = Special Exempt - PR = Protected Ranking | - w/o = Walkover - r = Ritirato - d = Squalificato |

### Sezione 1
|  | Primo turno                 | Primo turno                 | Primo turno                 | Primo turno | Primo turno |  |  | Secondo turno      | Secondo turno      | Secondo turno      | Secondo turno      | Secondo turno      |   |   | Ultimo turno | Ultimo turno | Ultimo turno | Ultimo turno | Ultimo turno |  |
|  |                             |                             |                             |             |             |  |  |                    |                    |                    |                    |                    |   |   |              |              |              |              |              |  |
|  | 1                           | Denis Istomin               | Denis Istomin               | 6           | 6           |  |  |                    |                    |                    |                    |                    |   |   |              |              |              |              |              |  |
|  |                             | Jonathan Eysseric           | Jonathan Eysseric           | 3           | 1           |  |  | 1                  | Denis Istomin      | 3                  | 7                  | 5                  |   |   |              |              |              |              |              |  |
|  | George Bastl                | George Bastl                | George Bastl                | 7           | 6           |  |  |                    | George Bastl       | 6                  | 6                  | 7                  |   |   |              |              |              |              |              |  |
|  | Jonathan Dasnieres De Veigy | Jonathan Dasnieres De Veigy | Jonathan Dasnieres De Veigy | 5           | 2           |  |  |                    |                    |                    |                    |                    |   |   | George Bastl | George Bastl | George Bastl | 3            | 4            |  |
|  | Richard Bloomfield          | Richard Bloomfield          | Richard Bloomfield          | 6           | 6           |  |  |                    |                    | Richard Bloomfield | Richard Bloomfield | Richard Bloomfield | 6 | 6 |              |              |              |              |              |  |
|  | Massimo Dell'Acqua          | Massimo Dell'Acqua          | Massimo Dell'Acqua          | 3           | 4           |  |  | Richard Bloomfield | Richard Bloomfield | Richard Bloomfield | 6                  | 6                  |   |   |              |              |              |              |              |  |
|  |                             | David Guez                  | 5                           | 7           | 6           |  |  | David Guez         | David Guez         | David Guez         | 3                  | 4                  |   |   |              |              |              |              |              |  |
|  | 7                           | Alejandro Falla             | 7                           | 65          | 4           |  |  |                    |                    |                    |                    |                    |   |   |              |              |              |              |              |  |

### Sezione 2
|  | Primo turno           | Primo turno           | Primo turno           | Primo turno | Primo turno |  |  | Secondo turno         | Secondo turno         | Secondo turno         | Secondo turno     | Secondo turno |   |   | Ultimo turno | Ultimo turno | Ultimo turno | Ultimo turno | Ultimo turno |  |
|  |                       |                       |                       |             |             |  |  |                       |                       |                       |                   |               |   |   |              |              |              |              |              |  |
|  |                       | Dick Norman           | Dick Norman           | 7           | 7           |  |  |                       |                       |                       |                   |               |   |   |              |              |              |              |              |  |
|  | 2                     | Adrian Mannarino      | Adrian Mannarino      | 5           | 5           |  |  | Dick Norman           | Dick Norman           | Dick Norman           | 6                 | 6             |   |   |              |              |              |              |              |  |
|  | Andoni Vivanco-Guzman | Andoni Vivanco-Guzman | Andoni Vivanco-Guzman | 6           | 7           |  |  | Andoni Vivanco-Guzman | Andoni Vivanco-Guzman | Andoni Vivanco-Guzman | 2                 | 4             |   |   |              |              |              |              |              |  |
|  | Kārlis Lejnieks       | Kārlis Lejnieks       | Kārlis Lejnieks       | 3           | 64          |  |  |                       |                       |                       |                   |               |   |   |              | Dick Norman  | 65           | 6            | 3            |  |
|  | Pierre Metenier       | Pierre Metenier       | Pierre Metenier       | 6           | 6           |  |  |                       |                       | 6                     | Laurent Recouderc | 7             | 3 | 6 |              |              |              |              |              |  |
|  | Mathieu Rodrigues     | Mathieu Rodrigues     | Mathieu Rodrigues     | 4           | 1           |  |  |                       | Pierre Metenier       | Pierre Metenier       | 1                 | 63            |   |   |              |              |              |              |              |  |
|  | 6                     | Laurent Recouderc     | 3                     | 6           | 6           |  |  | 6                     | Laurent Recouderc     | Laurent Recouderc     | 6                 | 7             |   |   |              |              |              |              |              |  |
|  |                       | Michel Koning         | 6                     | 2           | 3           |  |  |                       |                       |                       |                   |               |   |   |              |              |              |              |              |  |

### Sezione 3
|  | Primo turno       | Primo turno          | Primo turno       | Primo turno | Primo turno |  |  | Secondo turno        | Secondo turno        | Secondo turno  | Secondo turno  | Secondo turno  |   |   | Ultimo turno     | Ultimo turno     | Ultimo turno     | Ultimo turno | Ultimo turno |  |
|  |                   |                      |                   |             |             |  |  |                      |                      |                |                |                |   |   |                  |                  |                  |              |              |  |
|  |                   | Sébastien de Chaunac | 5                 | 6           | 7           |  |  |                      |                      |                |                |                |   |   |                  |                  |                  |              |              |  |
|  | 3                 | Santiago Giraldo     | 7                 | 4           | 64          |  |  | Sébastien de Chaunac | Sébastien de Chaunac | 4              | 7              | 3              |   |   |                  |                  |                  |              |              |  |
|  | Matwé Middelkoop  | Matwé Middelkoop     | Matwé Middelkoop  | 7           | 6           |  |  | Matwé Middelkoop     | Matwé Middelkoop     | 6              | 6              | 6              |   |   |                  |                  |                  |              |              |  |
|  | Julien Jeanpierre | Julien Jeanpierre    | Julien Jeanpierre | 5           | 2           |  |  |                      |                      |                |                |                |   |   | Matwé Middelkoop | Matwé Middelkoop | Matwé Middelkoop | 4            | 2            |  |
|  | Jerzy Janowicz    | Jerzy Janowicz       | 6                 | 4           | 6           |  |  |                      |                      | Jerzy Janowicz | Jerzy Janowicz | Jerzy Janowicz | 6 | 6 |                  |                  |                  |              |              |  |
|  | Pierrick Ysern    | Pierrick Ysern       | 4                 | 6           | 3           |  |  |                      | Jerzy Janowicz       | 3              | 6              | 6              |   |   |                  |                  |                  |              |              |  |
|  | 5                 | Jesse Huta Galung    | 6                 | 4           | 6           |  |  | 5                    | Jesse Huta Galung    | 6              | 0              | 3              |   |   |                  |                  |                  |              |              |  |
|  |                   | Benoît Paire         | 4                 | 6           | 4           |  |  |                      |                      |                |                |                |   |   |                  |                  |                  |              |              |  |

### Sezione 4
|  | Primo turno            | Primo turno            | Primo turno            | Primo turno | Primo turno |  |  | Secondo turno | Secondo turno   | Secondo turno  | Secondo turno  | Secondo turno  |   |   | Ultimo turno | Ultimo turno | Ultimo turno | Ultimo turno | Ultimo turno |  |
|  |                        |                        |                        |             |             |  |  |               |                 |                |                |                |   |   |              |              |              |              |              |  |
|  | 4                      | Rik De Voest           | Rik De Voest           | 6           | 6           |  |  |               |                 |                |                |                |   |   |              |              |              |              |              |  |
|  |                        | Romain Hardy           | Romain Hardy           | 1           | 1           |  |  | 4             | Rik De Voest    | Rik De Voest   | 6              | 6              |   |   |              |              |              |              |              |  |
|  | Jérôme Haehnel         | Jérôme Haehnel         | Jérôme Haehnel         | 6           | 6           |  |  |               | Jérôme Haehnel  | Jérôme Haehnel | 2              | 3              |   |   |              |              |              |              |              |  |
|  | Ludovic Walter         | Ludovic Walter         | Ludovic Walter         | 1           | 4           |  |  |               |                 |                |                |                |   |   | 4            | Rik De Voest | Rik De Voest | 2            | 5            |  |
|  | Illja Marčenko         | Illja Marčenko         | Illja Marčenko         | 6           | 6           |  |  |               |                 |                | Illja Marčenko | Illja Marčenko | 6 | 7 |              |              |              |              |              |  |
|  | Ignacio Coll-Riudavets | Ignacio Coll-Riudavets | Ignacio Coll-Riudavets | 4           | 1           |  |  |               | Illja Marčenko  | 68             | 6              | 6              |   |   |              |              |              |              |              |  |
|  | 8                      | Thierry Ascione        | Thierry Ascione        | 6           | 7           |  |  | 8             | Thierry Ascione | 7              | 4              | 4              |   |   |              |              |              |              |              |  |
|  |                        | Nicolas Renavand       | Nicolas Renavand       | 1           | 6(1)        |  |  |               |                 |                |                |                |   |   |              |              |              |              |              |  |